# Singschwan
Der Singschwan (Cygnus cygnus) zählt innerhalb der Familie der Entenvögel (Anatidae) zur Gattung der Schwäne (Cygnus). Vom allbekannten Höckerschwan unterscheidet er sich auf den ersten Blick durch den gerade gehaltenen Hals und die ganz anders gestaltete Schnabelpartie.
Singschwäne sind Brutvögel der osteuropäischen und sibirischen Taiga. Im Herbst und Winter sind diese Schwäne auch in Mitteleuropa zu beobachten. In Küstengebieten und im norddeutschen Tiefland sind sie regelmäßiger Wintergast. Zunehmend kommt es aber auch zu Übersommerungen und vereinzelten Bruten in Mitteleuropa. Der Zug aus den Wintergebieten setzt im Oktober ein. Sie kehren ab März in ihre Brutgebiete zurück.

## Erscheinungsbild
Singschwäne erreichen eine Größe von 145 bis 150 cm, eine Flügellänge von 59 bis 61 cm, eine Flügelspannweite von nahezu 200 cm sowie ein Gewicht von 7 bis 12 kg. Weibchen sind deutlich kleiner und leichter als Männchen, ansonsten weisen Singschwäne keinen auffallenden Geschlechtsdimorphismus auf.
Das Gefieder dieser Schwäne ist reinweiß. Der 9 bis 12 cm lange Schnabel ist schwarz, Wachshaut und Schnabelbasis gelb. Die Augen liegen gleich oberhalb des Schnabelansatzes und sind recht klein. Anders als beim Höckerschwan ist der Hals gerade und nicht s-förmig.
Die Dunenjungen sind oberseits grauweiß, wobei der Kopf und der Hals etwas dunkler sind. Die Körperunterseite ist weiß. Bei frisch geschlüpften Singschwänen ist der Oberschnabel pinkfarben und am Ende dunkelgrau mit einem grauen Nagel. Der Unterschnabel ist gleichfalls pink mit einem grauen Rand. Beine, Füße und Schwimmhäute sind kräftig fleischfarben. Bei heranwachsenden Singschwänen wird der Oberschnabel zunehmend pink mit einer schwarzen Schnabelspitze. Der Unterschnabel wird schwarz. Beine, Füße und Schwimmhäute verändern ihre Farbe zu einem eher dunklen Graurosa. Die Iris ist dunkelbraun. Junge Singschwäne weisen ein schiefergraues Gefieder auf, während Jungvögel des Höckerschwans eher braun befiedert sind. Der Schnabel der jungen Singschwäne ist zu diesem Zeitpunkt noch überwiegend graugrün. Im 1. und 2. Jahreskleid wird das graue Jugendgefieder allmählich durch weiße Federn ersetzt. Der Schnabel färbt sich fleckartig in Gelb um.
Je nach Jahreszeit sind Singschwäne sowohl tag- als auch nachtaktiv. Außerhalb der Brutzeit sind sie durchaus gesellig und vertragen sich mit Artgenossen. Ab Oktober ziehen sie in ihre Winterquartiere, die sich entlang der Küsten und großen Seen Nordeurasiens erstrecken. Trotz ihrer Größe sind sie ausgesprochen gute und ausdauernde Flieger.

## Stimme

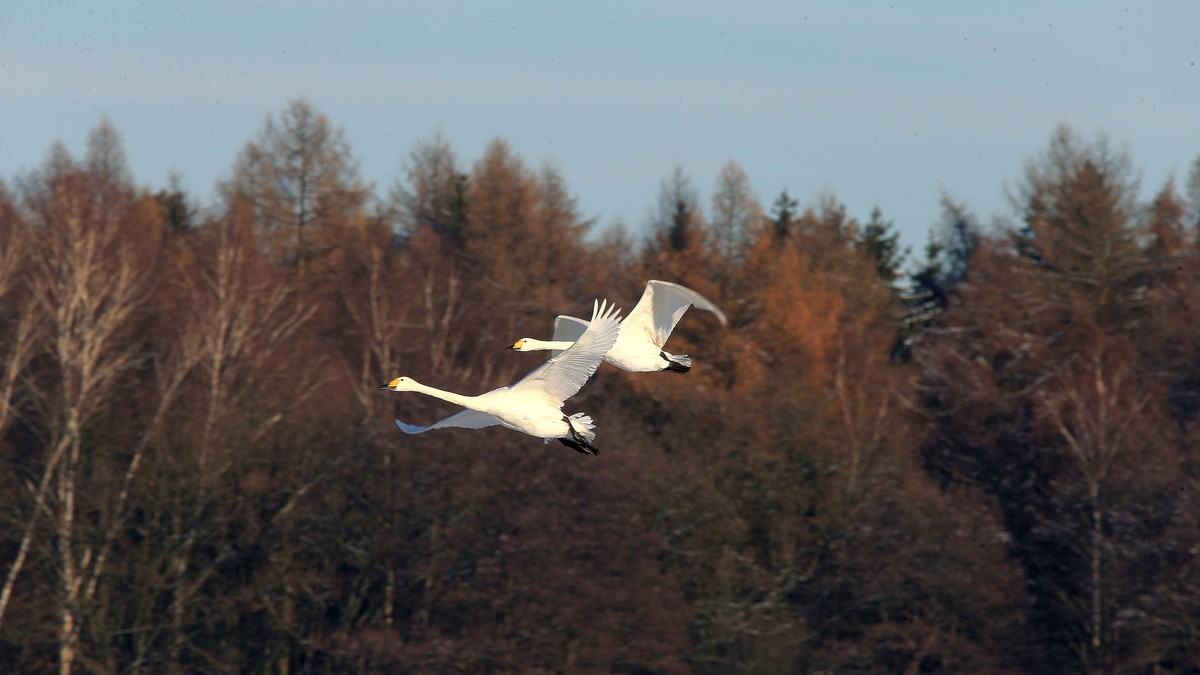
Singschwäne in Mecklenburg

Singschwäne sind sehr ruffreudige Vögel mit einem umfangreichen Stimmrepertoire. Charakteristisch für ihren Ruf ist ein tiefer, nasaler Posaunenklang. Beim Rufen ist der Hals gewöhnlich lang gestreckt und der Kopf angehoben. Die Begrüßungs- und Triumphschreie erinnern mit ihrem gigigi und dem Flügelschlagen an die Laute von Gänsen. Wenn Singschwäne in größeren Gruppen gemeinsam ruhen, ist ständig ein leises ang oder ein kehliges ga oder go zu hören. Die Laute der einzelnen Individuen sind dabei unterschiedlich. Werden sie gestört, ist von ihnen ein kurzes und raues uk oder ak zu hören. Während des Fluges rufen sie gra gekt oder ein weiches kü kü kü.
Anders als bei Höckerschwänen sind bei ihnen im Flug keine metallischen oder sausenden Fluggeräusche zu hören.

## Verbreitung

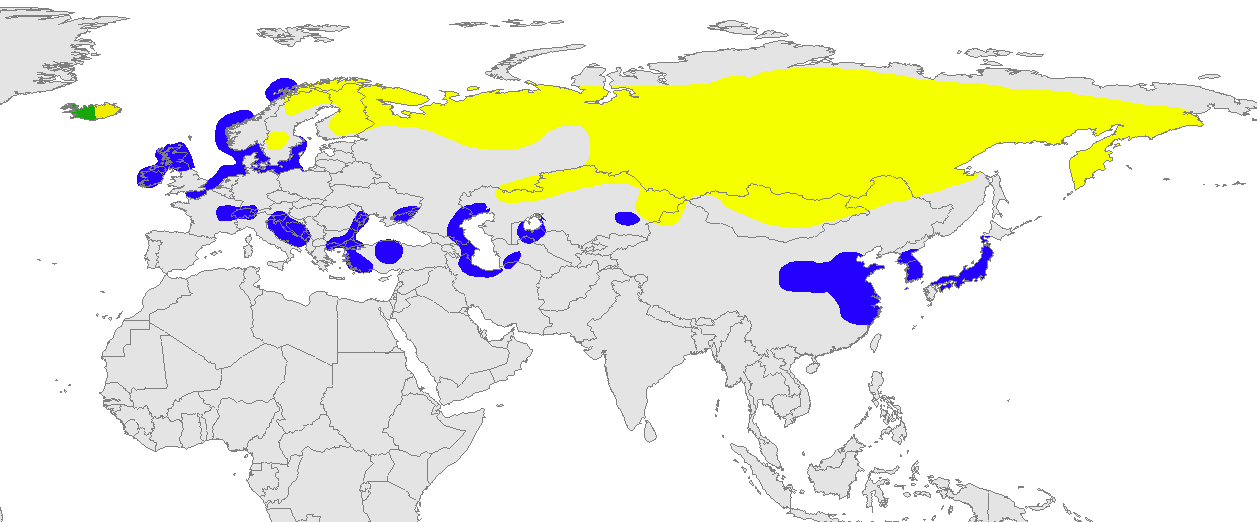
Verbreitung des Singschwans. Gelb – Brutgebiete; Blau – Überwinterungsgebiete; Grün: ganzjähriges Vorkommen

Singschwäne sind in weiten Teilen der subpolaren Zone Eurasiens verbreitet. Ihr Verbreitungsgebiet reicht von Island über Skandinavien bis nach Sibirien. Mit anwachsenden Winteransammlungen in Mitteleuropa, die nicht zuletzt durch eine verstärkte Nutzung von Rapskulturen bedingt sind, kam es nach mehreren sporadischen Brutversuchen schließlich zu einer dauerhaften Ansiedlung einer Brutpopulation weit südlich der angestammten subarktischen Brutplätze. Seit 1982 brüteten Singschwäne auch wiederholt an polnischen Fischteichen. Der Freistaat Sachsen weist mittlerweile acht bis zehn Brutpaare auf, in Sachsen-Anhalt kommt es seit Jahren zu sehr erfolgreichen Bruten im Schlosspark Dieskau. Der Bestand für Deutschland wurde für 2005 mit 21 Brutpaaren angegeben, der Bestandstrend wird als zunehmend eingestuft.
Der natürliche Lebensraum des Singschwans ist in der Regel die karge Tundra, die mit niedriger Vegetation bewachsen ist. Er lebt an Flachwasserseen oder langsam fließenden Gewässern mit reicher Ufervegetation und ist an Süß-, Salz- und Brackgewässern zu finden. Im Winter ist er auch in Norddeutschland anzutreffen. Im Herbst 2015 blieben über 300 Singschwäne in der Gegend nordwestlich von Röbel/Müritz.

## Nahrung

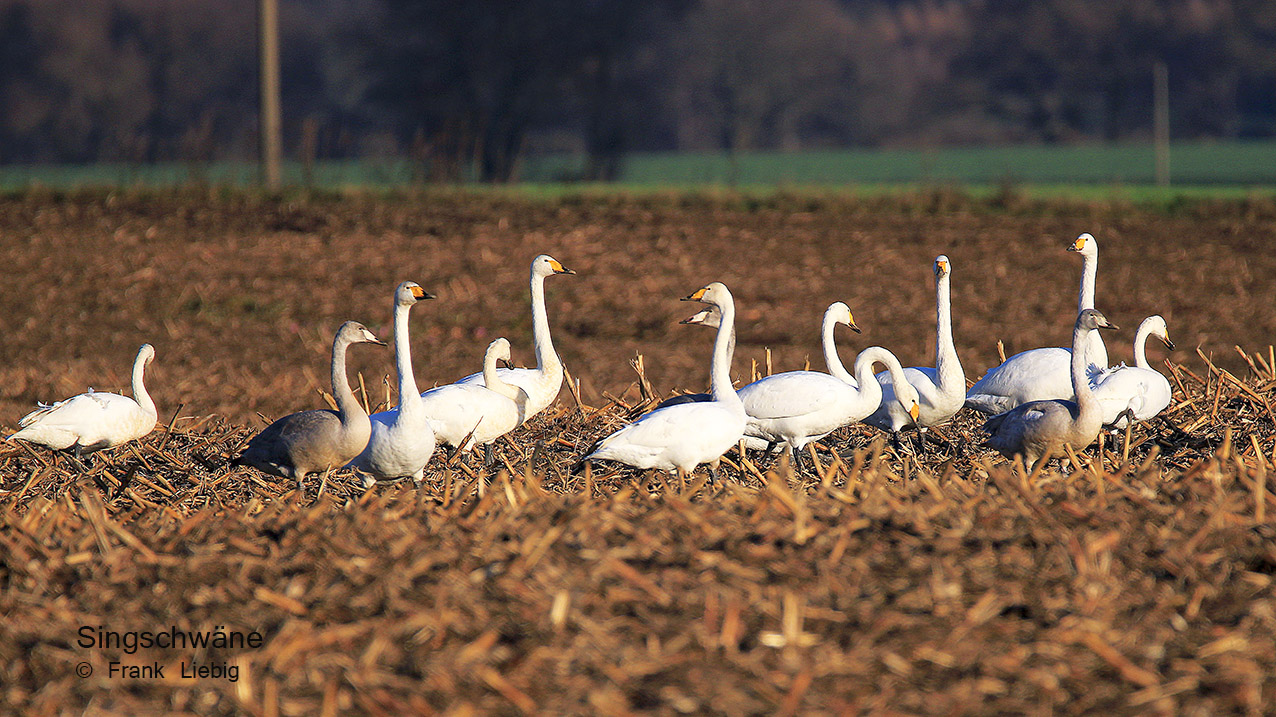
Singschwäne in abgeerntetem Maisfeld bei Leizen

Die Ernährungsweise der Singschwäne weist viele Gemeinsamkeiten mit der des Höckerschwans auf. Sie ernähren sich hauptsächlich von Wasserpflanzen. In geringem Umfang nehmen sie dabei auch Kleintiere auf. An Land bewegen sie sich erstaunlich gut voran und fressen hier insbesondere Gräser und Wurzeln. Anders als beim Höckerschwan suchen Singschwäne nur in geringem Umfang landwirtschaftliche Nutzflächen auf. Wintergetreide wird von ihnen eher selten gefressen. Sie suchen eher Rapsanbauflächen auf.

## Fortpflanzung

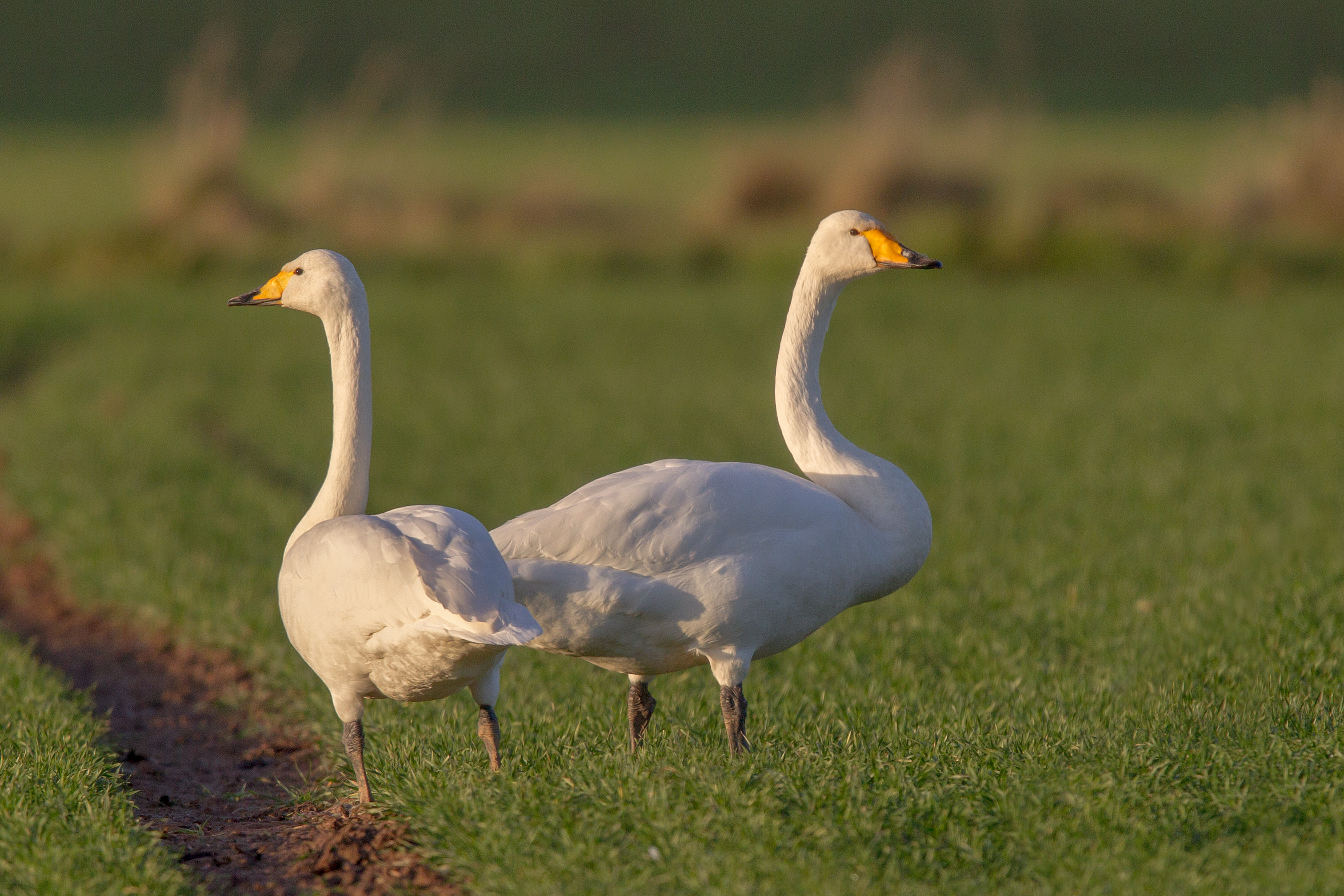
Weibchen (links) und Männchen

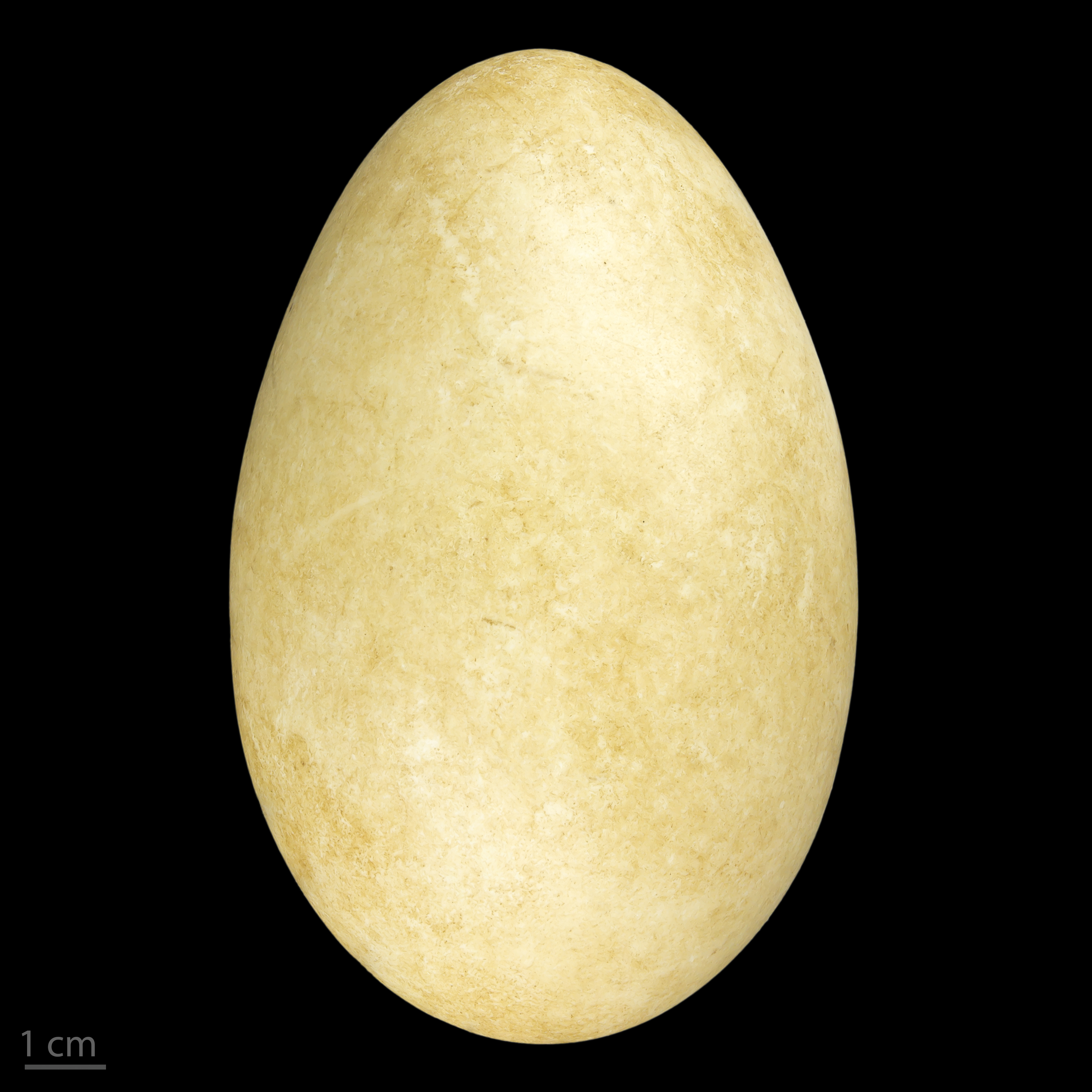
Singschwanenei (Sammlung von Jacques Perrin de Brichbaut)

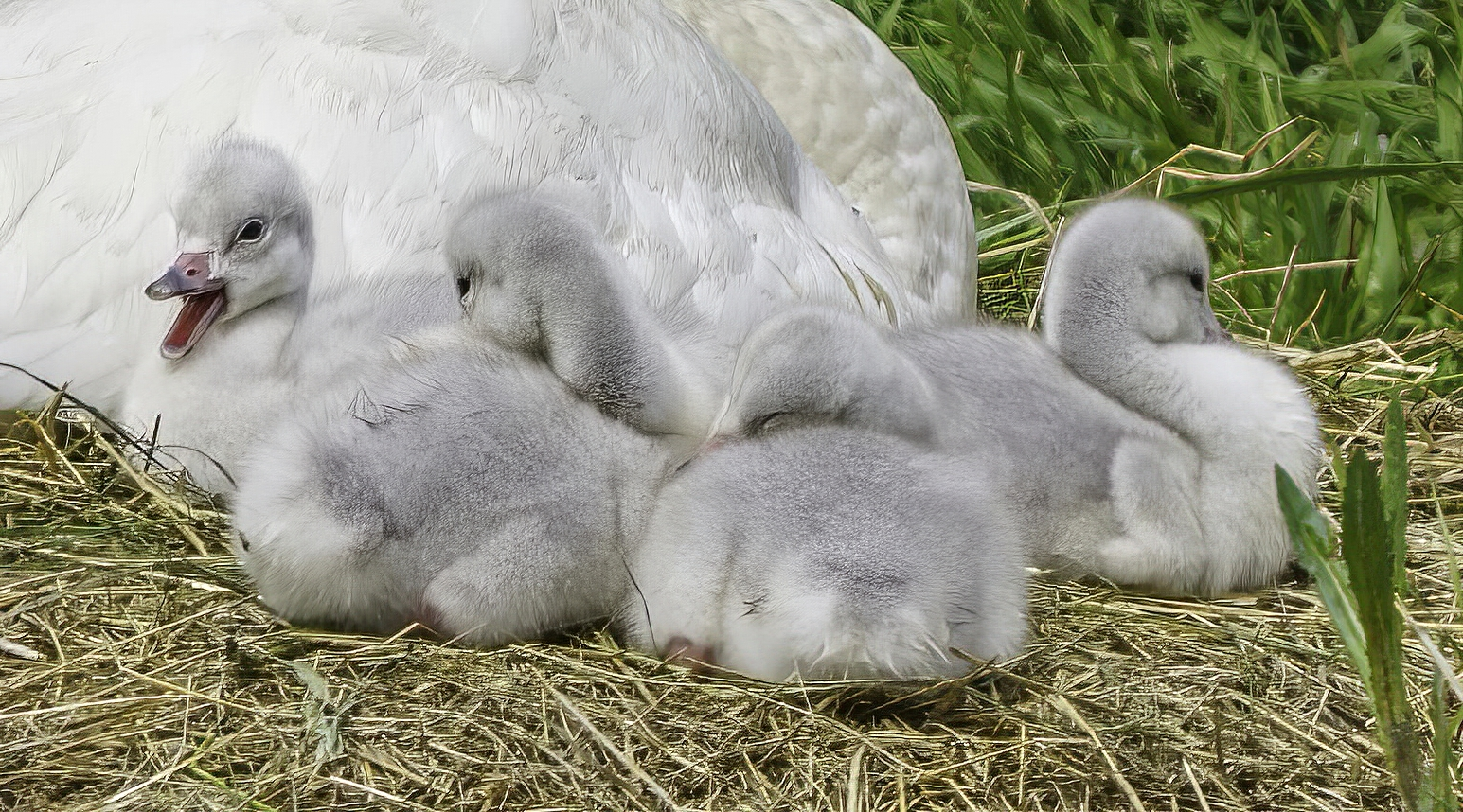
Küken

Die Geschlechtsreife wird mit vier Jahren erreicht. Die Brutgebiete des Singschwans liegen meist auf Höhe der sibirischen Taiga. Als Neststandorte werden Seen unterschiedlicher Größe, Schwemmland und flache Flüsse genutzt. Die Brutsaison beginnt für gewöhnlich im April oder Mai. Während dieser Zeit verhalten sich die Schwäne sehr territorial und verteidigen ihr Revier gegenüber Artgenossen und Feinden erbittert. Das Nest errichtet das Weibchen in dichter Ufervegetation am Boden. Das Männchen schafft Baumaterial heran, das vom Weibchen verbaut wird. Ausgepolstert wird das Nest mit Daunen.
Das Nest befindet sich gewöhnlich am Gewässerrand, meist auf einer Insel oder einer ins Wasser ragenden Landzunge. Im Schwemmland findet es sich auf erhöhten Landbänken. Es sind Einzelbrüter und der Nistplatz wird gelegentlich vom selben Brutpaar über mehrere Jahre genutzt.
Das Weibchen legt fünf bis sechs gelblich-weiße bis bläuliche Eier, die etwa eine Größe von 113 × 74 mm aufweisen. Der Legeabstand zwischen den einzelnen Eiern beträgt etwa 48 Stunden. Das Weibchen beginnt mit der Brut nach der Ablage des letzten Eis. Bei Gelegeverlust kommt es zu keinem Zweitgelege. Das Weibchen brütet die Eier über einen Zeitraum von etwa 35 Tagen alleine aus. Das Männchen wacht über das Gelege. Als Nestflüchter folgen die Küken der Mutter gleich nach dem Schlüpfen und werden noch eine Zeitlang von ihr gehudert. Ansonsten werden die Jungschwäne von beiden Elternteilen geführt. Sie tragen ein graubraunes Federkleid, das teilweise einen bläulichen Einschlag aufweist. Der Schnabel ist fleischfarben und wie bei den adulten Vögeln mit einer schwarzen Spitze versehen. Flugfähig sind die Jungschwäne nach etwa 90 Tagen. Sie bleiben aber den Winter über in ihrer Familie. Singschwäne können ein Alter von acht Jahren erreichen, in Gefangenschaft auch deutlich mehr.

## Unterscheidung verschiedener Schwäne

### Kopf

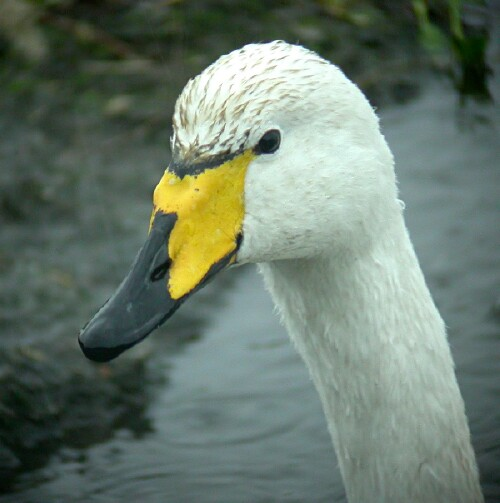
Singschwan
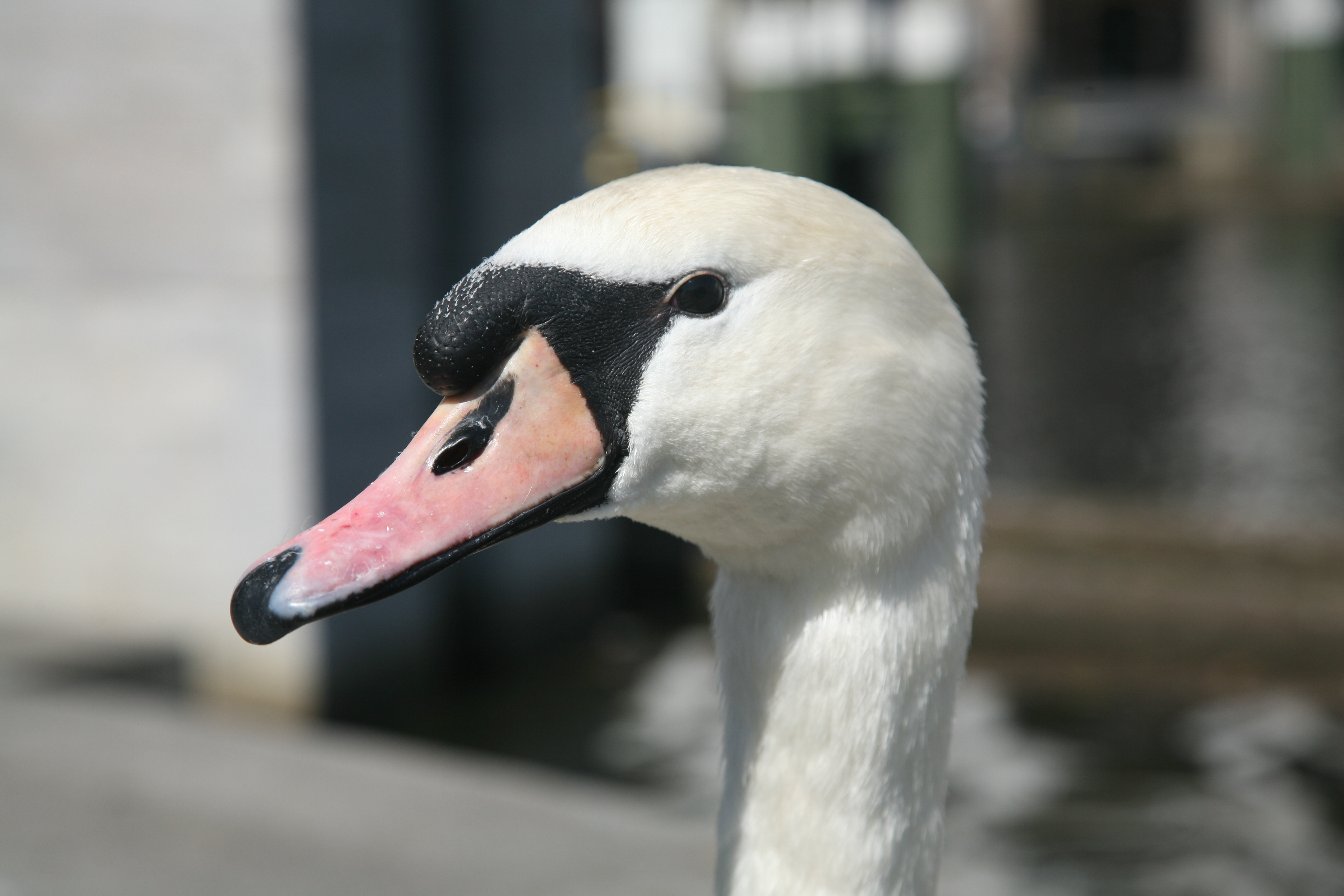
Höckerschwan
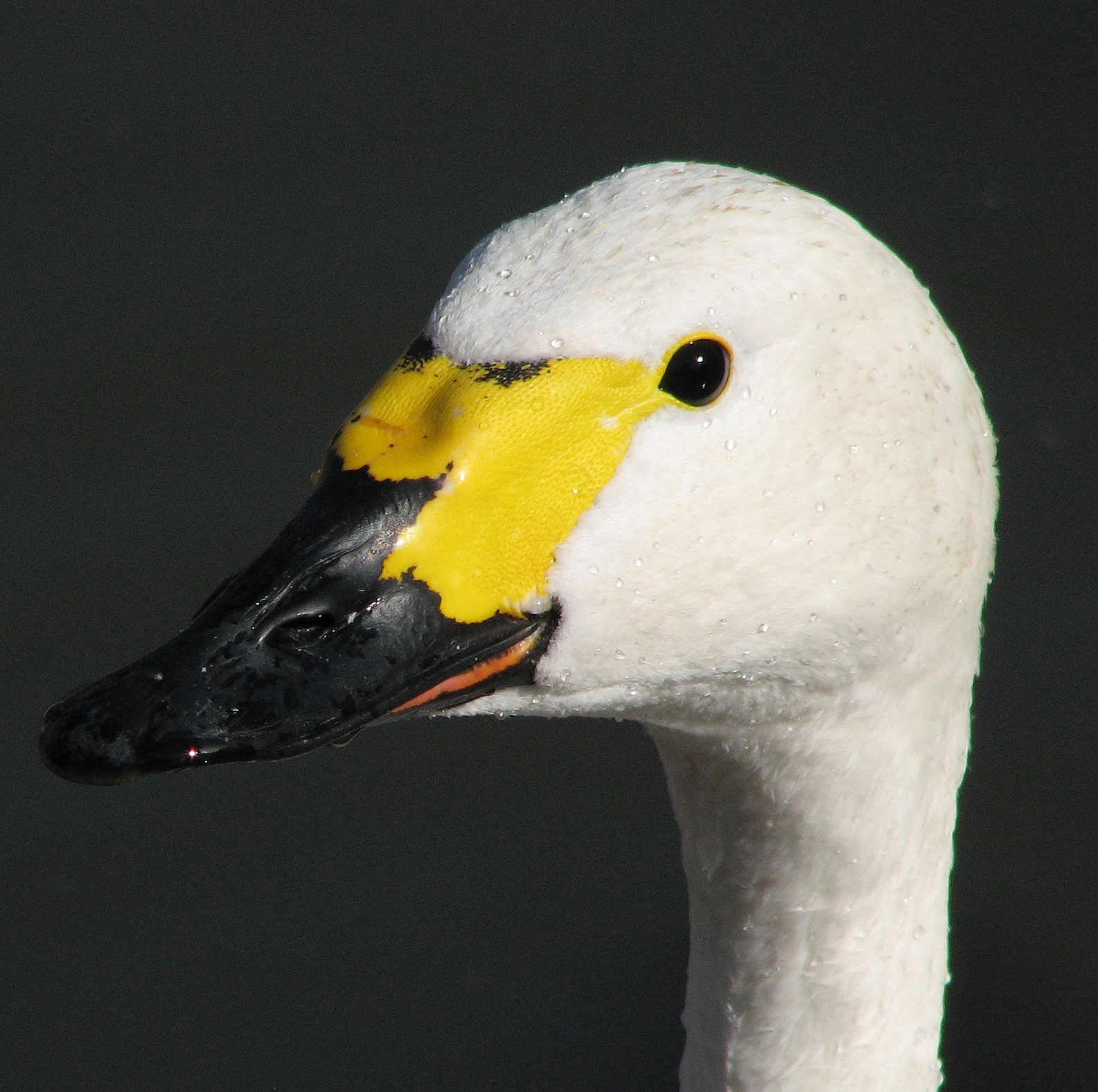
Zwergschwan

### Hals

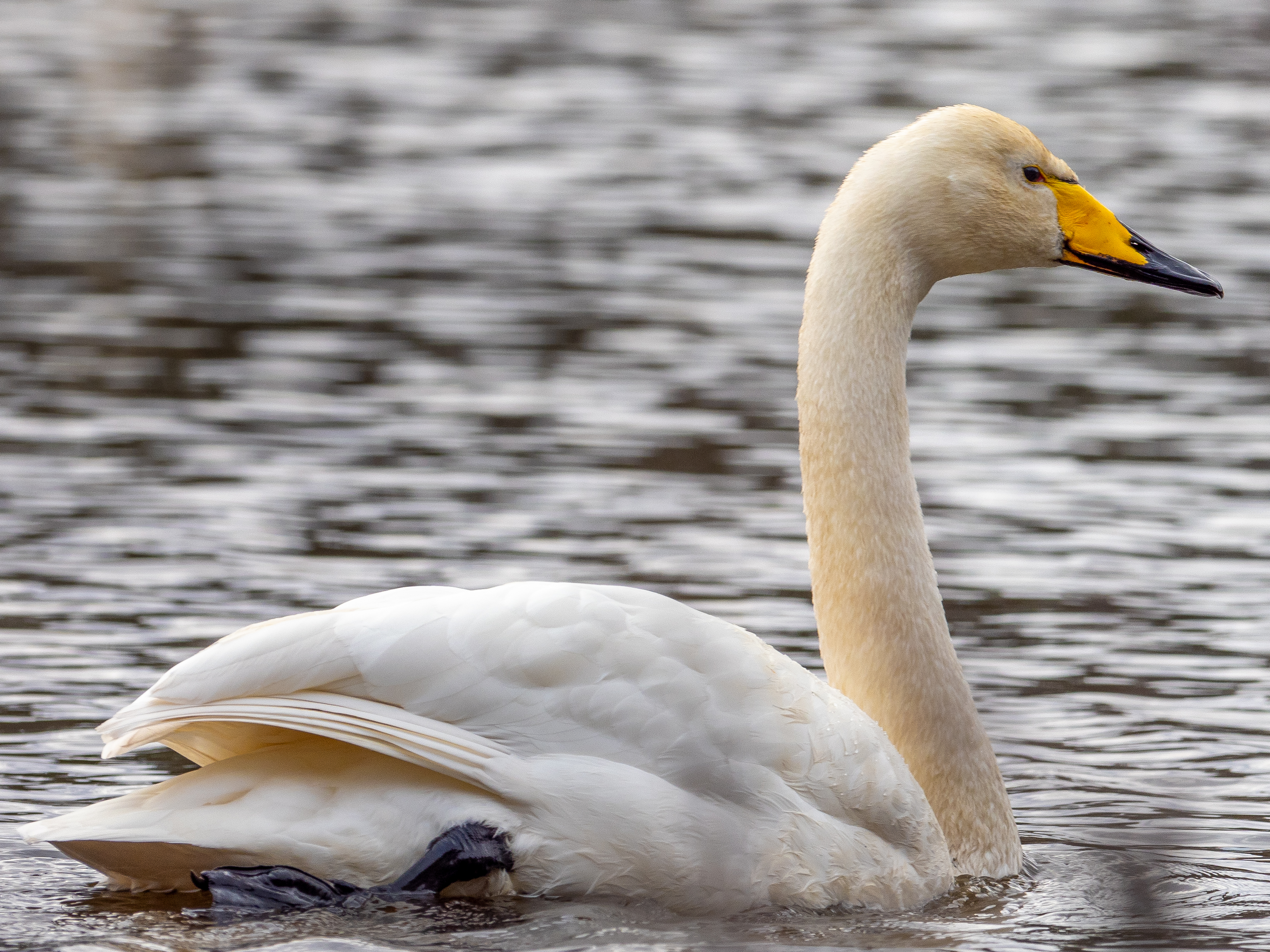
Singschwan mit gestrecktem Hals
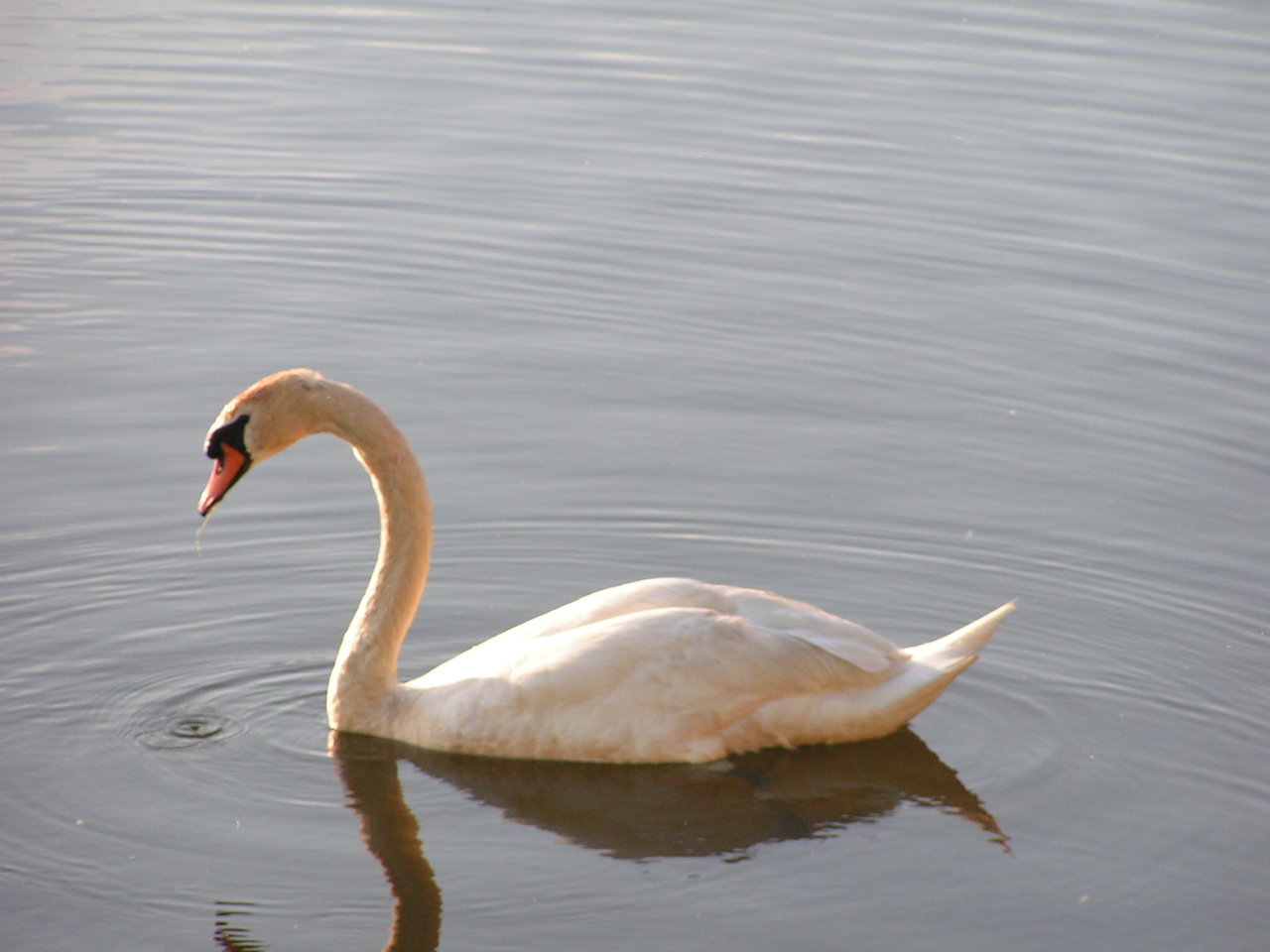
Höckerschwan mit gebogenem Hals
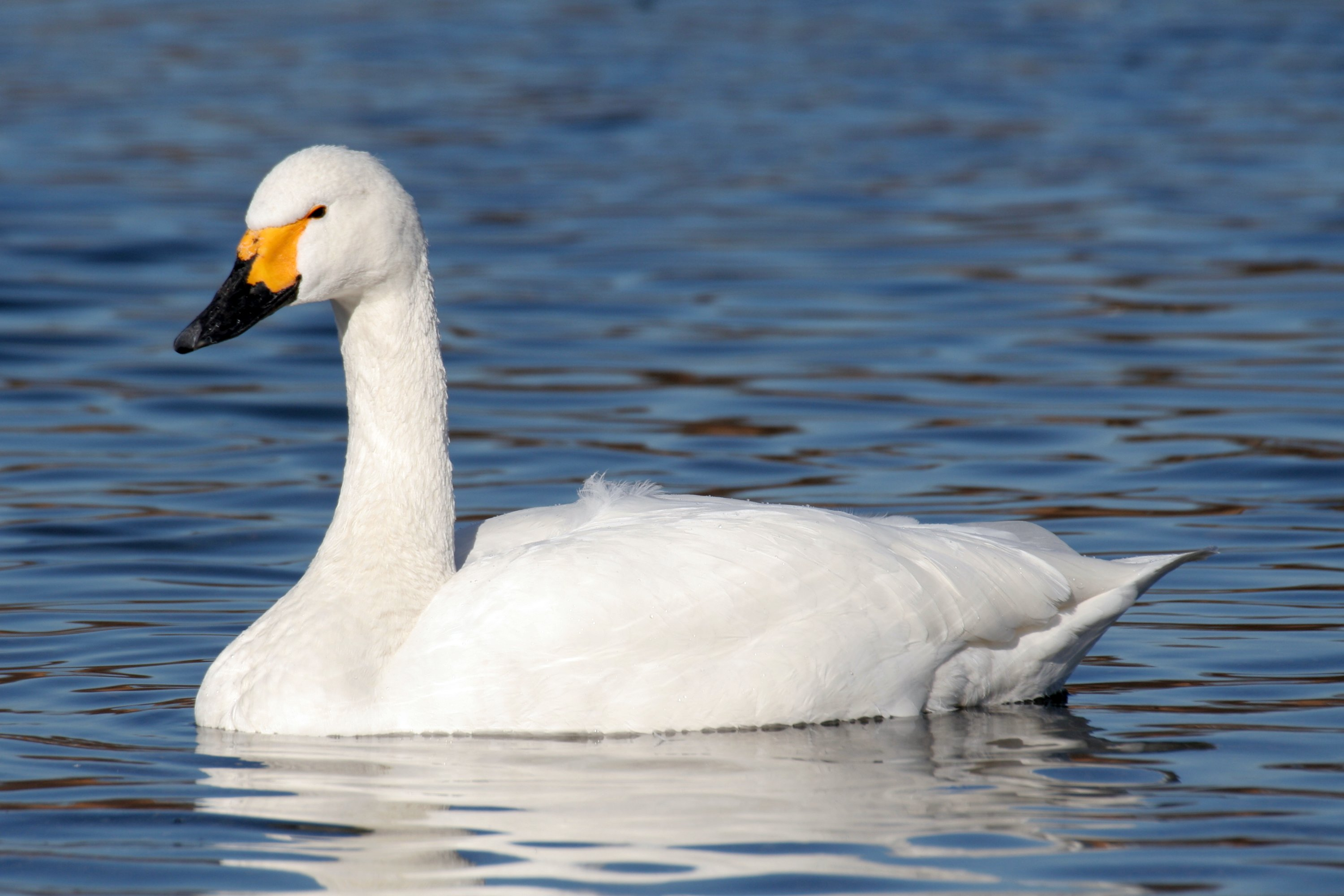
Zwergschwan

## Kulturelle Bedeutung
Der Singschwan kann, im Vergleich zu anderen Schwänen, ausdrucksvoll singen. Der sprichwörtliche Schwanengesang kommt aus einem alten griechischen Mythos, wonach Schwäne vor ihrem Tod noch einmal mit trauriger, jedoch wunderschöner Stimme ein letztes Lied anstimmen. Daher wird seit der Antike der Schwan metaphorisch mit dem Dichter gleichgesetzt. So nennt z. B. Horaz Pindar den „dirkäischen Schwan“ (Carmina IV), eine Metapher, die noch zu Goethes Zeiten gebräuchlich war und sich auch im Deutschen Wörterbuch der Brüder Grimm findet.
In Finnland gilt der Singschwan als Nationalvogel und ist auf der 1-Euro-Münze abgebildet. Des Weiteren ist er Symbol (landskapsfågel ‚Landschaftsvogel‘) der nordschwedischen Landschaft Norrbotten.